# Vridkvarn

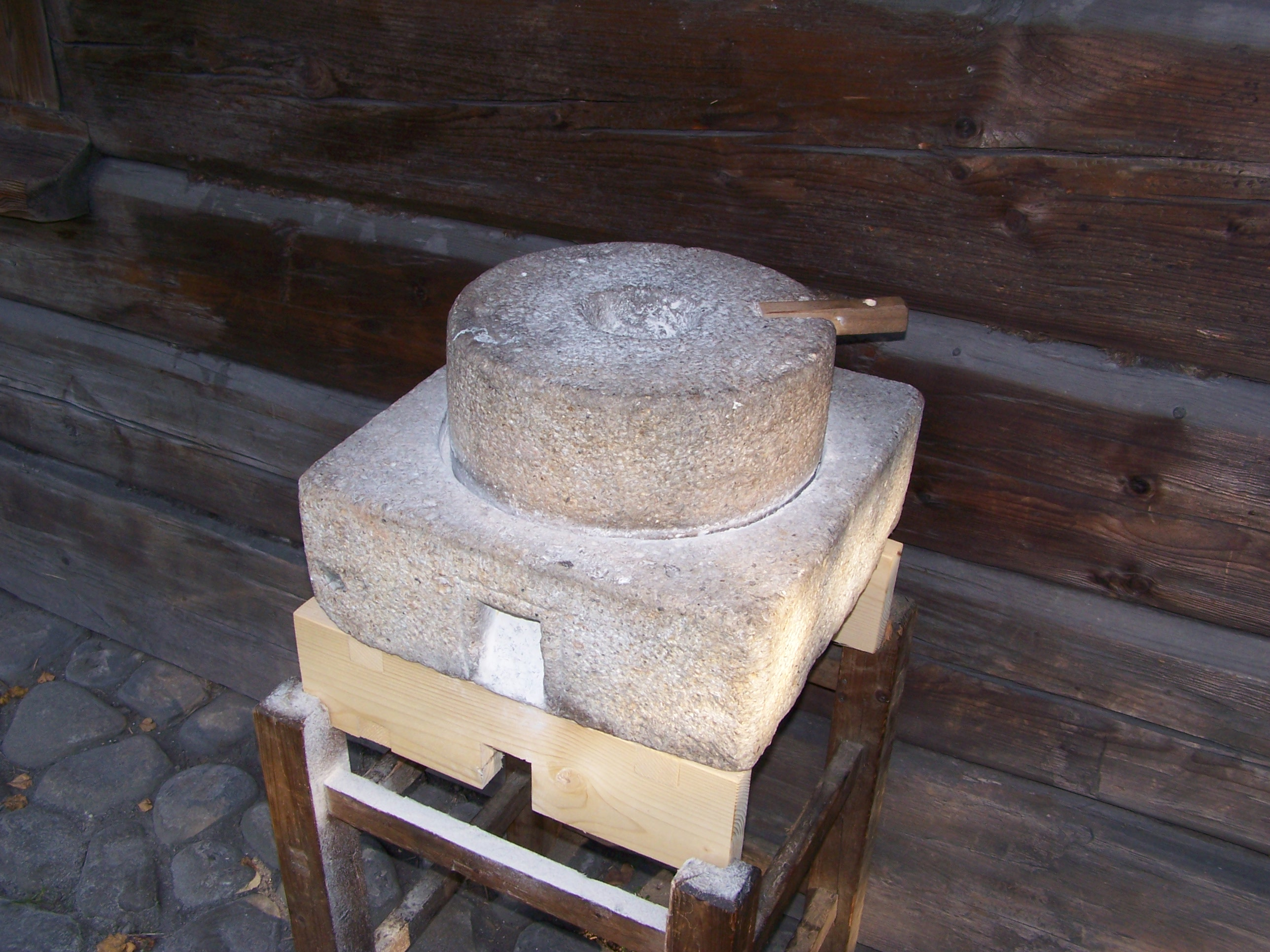
Vridkvarn

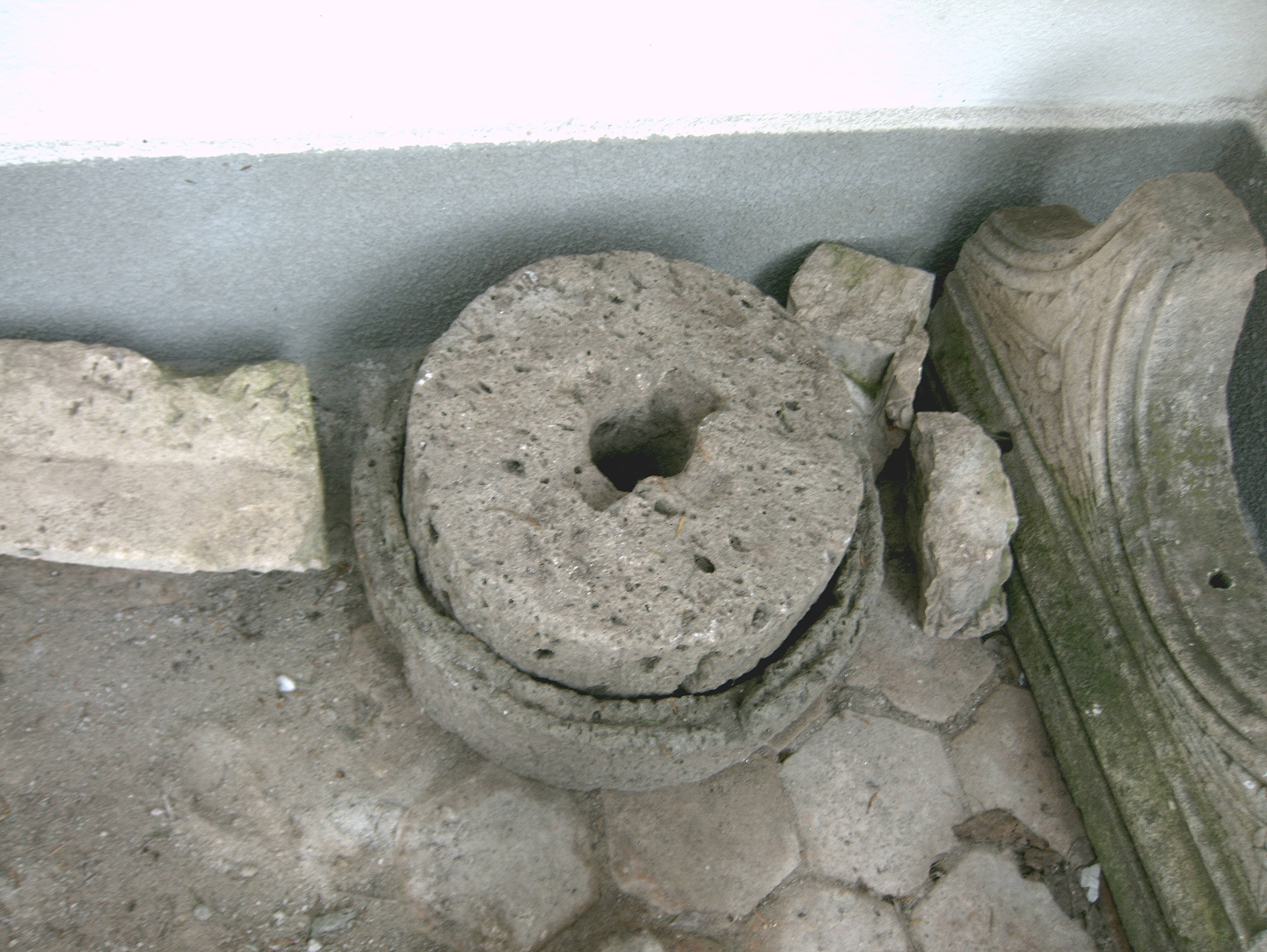
Vridkvarn från Romartiden

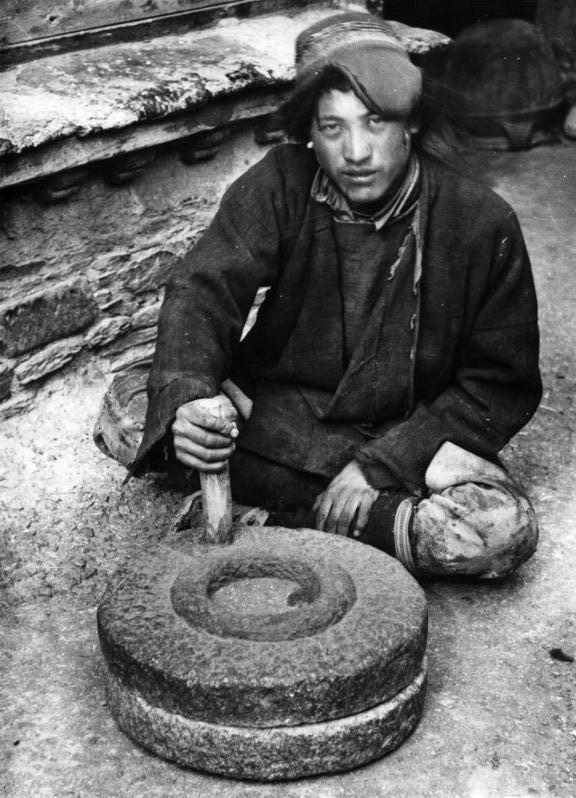
Vridkvarn i Tibet (1938)

En vridkvarn är en handkvarn, eller en typ för användande av dragdjur, som är en äldre kvarntyp för att mala säd.
En vridkvarn ersatte den urgamla gnidkvarnen. Den består av två malstenar, en fast "underliggare" eller "liggare", och en rörlig övre "löpare". Den senare är försedd med någon slags hävstång så att löparen kan vridas runt på underliggaren. 
Vridkvarnen började användas i det romerska riket i början av vår tideräkning och kom till Norden omkring 200 efter Kristus. I sådana vridkvarnar räfflades från medeltiden stenarna för öka effekten.
I början av medeltiden introducerades skvaltkvarnar, så kallade grekiska kvarnar, i Sverige, vilka utnyttjade kraften av fallande vatten i bäckar och åar.